# Lars Sjödin
Lars Bernard Ludvig Sjödin, född 7 april 1896 i Trehörningsjö socken, död 3 januari 1988,, var en svensk arkivarie.
Lars Sjödin var son till vägmästaren Per Ludvig Sjödin. Efter studentexamen i Umeå 1914 blev han filosofie kandidat vid Uppsala universitet 1916 och filosofie magister där 1919, filosofie licentiat vid Stockholms högskola 1924 och filosofie doktor där 1943. Sjödin inträdde i Riksarkivets tjänst 1924 och utnämndes till förste amanuens 1926 och andre arkivarie 1937. Han var förste arkivarie där från 1945 och chef för Riksarkivets medeltidsavdelning och för Kammararkivet. Vidsträckta studieresor till kontinentala arkiv och en ovanlig förtrogenhet med svenskt källmaterial från 1500-talet avspeglas i en rad större och mindre tryckte arbeten han utgav. Bland dessa märks Västerås möte 1527 (i Historisk tidskrift 1927–1928), Kalmarunionens slutskede. Gustav Vasas befrielsekrig (1-2, 1943–1947), Peder Svarts litterära originalhandskrifter (Nordisk tidskrift för bok- och biblioteksväsen, 1938), Gustav Vasas barndoms- och ungdomstid (i Historiska studier tillägnade Sven Tunberg, 1942) samt källpublikationerna Berättelser om de Lybeckska beskickningarna i Sverige 1509 och 1541 (Historiska handlingar 26:3, 1924), Arvid Siggessons brevväxling (Gamla papper angående Mora socken, 2, 1937) och Kammarrådet Nils Pedersson Bielkes konceptböcker 1546–1550 (historiska handlingar 33:2, 1951). Hans utgåva av Svenska riksdagsakter 1597–98 (1931–1938), var nyskapande i sin editionsteknik med sina handstilsidentifikationer och sigillbeskrivningar. Till detta arbete anslöt sig några mindre studier, bland annat Om stadsskrivaren i Stockholm Hans Bilefeldt (Historisk tidskrift 1937, 1939). I Meddelanden från svenska riksarkivet publicerade han undersökningarna Kanslistilar under de yngre Sturarnas och Gustav Vasas tid (1933), Kanslistilar och medeltida arkiv (1939–1940) och Cecilia Stenbocks arkiv på Haga (1943) som visade på nya metoder att bedöma och datera olika urkunder.